# 克萊夫特島
69°21′S 75°38′E / 69.350°S 75.633°E
克萊夫特島，是南極洲的島嶼，位於伊利沙伯女皇地，處於萊肯島東南面5公里的普里茲灣南部，根據挪威探險隊拍攝的空中照片繪入地圖，現時由南極條約體系管理。